# William Cepeda
William Cepeda (* 27. März 1960 in Loíza) ist ein US-amerikanischer Jazzmusiker (Posaune, Schneckenhorn) puerto-ricanischer Herkunft.

## Leben und Wirken
Cepeda entstammt einer Musikerdynastie, die für Puerto Rico ähnliches Gewicht hat wie die Musikerfamilien Rubalcaba oder Lopéz für Kuba. Er studierte am Konservatorium von Puerto Rico, dem Berklee College of Music in Boston sowie der Aaron Copland School of Music am Queens College. Neben Bachelorabschlüssen in Komposition und Musikerziehung hat er einen Master in Jazzperformance absolviert.
Cepeda spielte mit Donald Byrd, Jimmy Heath, Slide Hampton, David Murray oder Lester Bowie. Dizzy Gillespie holte ihn 1989 in sein United Nations Orchestra, mit dem er auch Miriam Makeba begleitete. Als Posaunist trat er auch mit Latin-Stars wie Eddie Palmieri, Tito Puente, Oscar D’León oder Celia Cruz auf.
Ab 1992 entwickelte er den Afro-Rican Jazz als Mix von Weltmusik, Progressive Jazz und traditioneller Rootsmusik aus Puerto-Rico. 1998 legte Cepeda sein Debütalbum My Roots and Beyond vor, dem weitere Alben wie Bombazo und Branching Out folgten. Mit seiner Band stellte er diese Musik auf dem Montreux Jazz Festival und dem North Sea Jazz Festival vor. 2013 wurde ihm für seine Verdienste vom Berklee College ein Ehrendoktorat verliehen.
Cepeda unterrichtet zudem am Brooklyn Conservatory of Music.